# 391257 Wilwheaton
391257 Wilwheaton eller 2006 RL1 är en asteroid i huvudbältet som upptäcktes den 12 september 2006 av den belgiske astronomen Thierry Pauwels i Uccle. Den är uppkallad efter den amerikanske skådespelaren Wil Wheaton, som kanske är bäst känd för sin roll som Wesley Crusher i science fiction serien Star Trek: The Next Generation.
Den tillhör asteroidgruppen Nele.